# Eumeralla-formatie

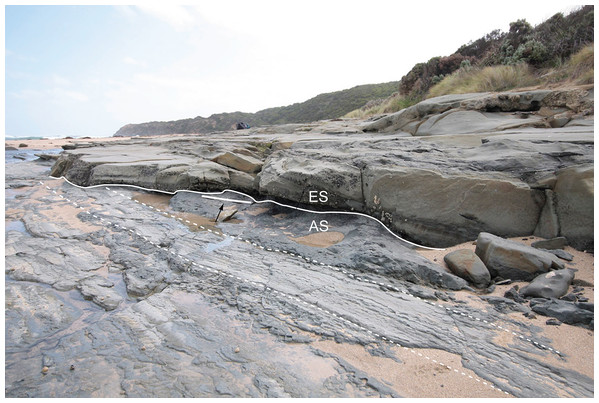
De locatie "Eric the Red West"

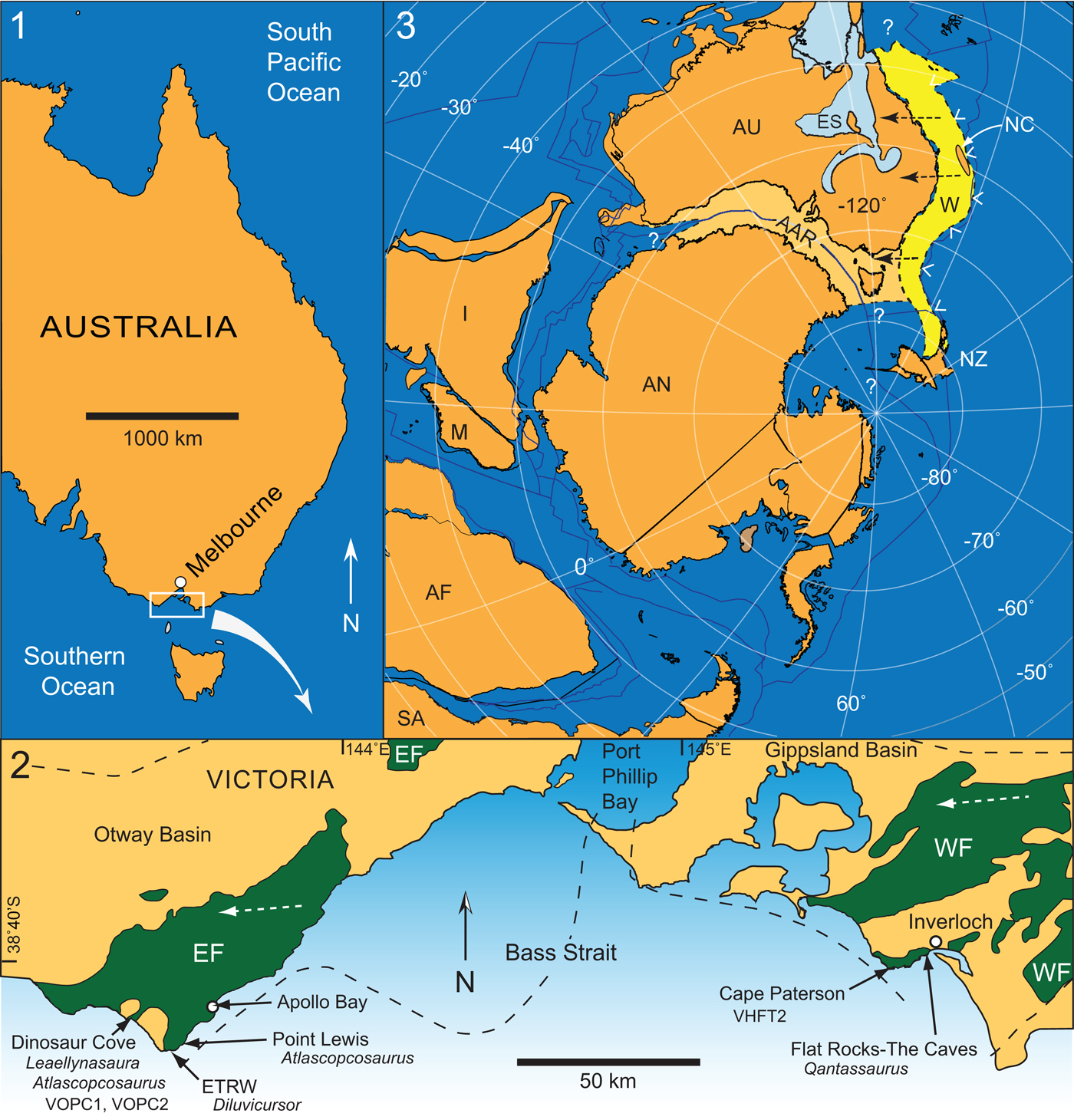
De locaties van de Wonthaggi-formatie en Eumeralla-formatie

De Eumeralla-formatie is een geologische formatie in Australië die afzettingen uit het Laat-Aptien tot Vroeg-Albien (Vroeg-Krijt) omvat. 

## Locatie
De Eumeralla-formatie bevindt zich in de staat Victoria. Twee andere formaties in Victoria uit het Krijt zijn Dinosaur Cove en de Wonthaggi-formatie. Victoria lag in het Vroeg-Krijt binnen de zuidpoolcirkel als onderdeel van een Australische riftvallei, die ontstond doordat Australië ten opzichte van Antarctica naar het noorden bewoog. In het Krijt waren de zuidelijke poolstreken nog niet bedekt met ijskappen door het warme wereldwijde klimaat ten gevolge van een verhoogde vulkanische activiteit, maar het was een regio met een koel en vochtig klimaat met donkere, ijzige winters en zomers zonder nacht. De conifeerbossen bedekten grote delen van de regio met varens, ginkgo's, paardestaarten, korstmossen en de eerste bloeiende planten in de ondergroei.

## Fauna
In de Eumeralla-formatie zijn fossielen gevonden van de dinosauriërs Atlascopcosaurus, Leaellynasaura en Timimus. Daarnaast is het zoogdier Kryoryctes beschreven op basis van vondsten uit deze formatie.